# Coup de circuit (film)
 (mars 2025).
Si vous disposez d'ouvrages ou d'articles de référence ou si vous connaissez des sites web de qualité traitant du thème abordé ici, merci de compléter l'article en donnant les références utiles à sa vérifiabilité et en les liant à la section « Notes et références ».
Pour le coup de baseball, voir Coup de circuit.
Pour plus de détails, voir Fiche technique et Distribution.
Coup de circuit (Sticks and Stones) est un film américain, réalisé par Neil Tonkin et sorti, en 1996.

## Synopsis
Trois adolescents d'une paisible banlieue américaine, férus de baseball, sont harcelés par la brute du collège. N'ayant personne vers qui se tourner, les trois amis vont tenter de régler leurs comptes. Ce récit est celui d'une innocence foudroyée, où les trois garçons vont se retrouver en possession de la plus terrible des inventions humaines : l'arme à feu. Le passage de l'enfance à l'âge adulte tournera t-il au cauchemar ?

## Fiche technique
- Titre : Coup de circuit
- Titre original : Sticks and Stones
- Réalisation : Neil Tonkin
- Scénario : Neil Tonkin
- Montage : Avraham Karpick
- Musique : Hummie Mann
- Production : Ami Artzi, Robert L. Barnett, Uri Harckam
- Pays d'origine : États-Unis
- Format : Couleurs - 35 mm - 1,85:1 - Ultra Stereo
- Genre : Drame
- Durée : 95 minutes
- Date de sortie : 12 Septembre 1996 (Etats-Unis)

## Distribution
- Justin Isfeld : Joey
- Max Goldblatt : Book
- Chauncey Leopardi : Mouth
- Jordan Brower : Hayes
- Gary Busey : Le père de Book
- Kirstie Alley : La mère de Joey
- Matt McCoy : Le père de Joey
- Mark-Paul Gosselaar : Dale
- Ryan Philipps : Scooter
- Bojesse Christopher : Vic
- Joel Harckam : Rusty
- Lisa Eichhorn : La mère de Book
- Ann Earn : La mère de Mouth
- Michael Shamus Wiles : Le père de Hayes
- Shelly Lipkin : Principal Richard
- Erica Gimpel : Miss William